# Liste des églises de la Haute-Savoie
Cette liste des églises de la Haute-Savoie recense les édifices religieux — églises, basiliques et cathédrales — situés dans le département de la Haute-Savoie. Tous sont situés dans le diocèse d'Annecy, hormis ceux situés dans les paroisses du canton de Rumilly, unis à l'archidiocèse de Chambéry, Maurienne et Tarentaise.

## Architecture religieuse en Haute-Savoie
Les édifices situés sur le département haut-savoyard témoignent des différentes évolutions architecturales du patrimoine religieux s'étalant entre le XIe siècle et nos jours.
Ainsi, le style roman apparaît en Haute-Savoie à partir du XIIe siècle. Toutefois, la plus vieille église du département de ce style, se situant sur le territoire de la commune de Quintal,, est antérieure à cette principale diffusion. Il s'agit de l'église de la Visitation-de-Notre-Dame dont les datations varient entre les Xe – XIe siècles. Par ailleurs, la christianisation du territoire remonte au Ve siècle, et l'on trouve des fondations d'église dès cette période. On peut ainsi prendre l'exemple de l'église Saint-Jean-Baptiste de Viuz, à Faverges, qui possède des fondations remontant au VIe siècle.
À partir de la fin du XIIIe siècle, le gothique se développe, grâce à l'arrivée d'architectes français,. Le « baroque savoyard ou alpin » se développe entre les années 1650 et 1770,. C'est au cours de cette période que sont édifiés dans les vallées comme celles du Giffre, du Faucigny ou du Chablais, les clochers à bulbe, d'inspiration germanique,,.
Au XIXe siècle, le duché de Savoie, puis des deux départements savoyards, est marqué par la reconstruction de ses églises, environ 60 % des édifices dans le diocèse d'Annecy. L'architecture de ces édifices est marquée par trois grands styles : le néo-classicisme, le néo-gothique et le néo-roman,. Il arrive parfois que les architectes mélangent les styles que l'on rassemble dans le style éclectique et que l'on nomme parfois « Romano-byzantin ».
Le style néoclassique, que l'on qualifie aussi de style « sarde », fait son apparition à la suite de la Restauration de la Maison de Savoie en Savoie à partir de 1815. Ce mouvement débute quelque temps auparavant sous le règne du duc de Savoie, puis roi de Sardaigne Victor-Amédée II de Savoie et repris par ses successeurs. Victor-Amédée II souhaite aménager son territoire en mettant en place une unité architecturale, le style néoclassique est le courant qui se développe à cette période en Europe. Celle-ci passe par la création d'un Congresso d’Architettura (Congrès d’Architecture) en 1773, qui évolue ensuite en Conseil des Édiles, en 1822. Il est donc enseigné à l'Académie de Turin. Le style néoclassique est donc choisi pour la reconstruction des édifices du duché de Savoie, ainsi que des édifices publics, détruits durant l'occupation des troupes révolutionnaires françaises. L'érudit savoyard Marius Hudry a considéré qu'il s'agissait du « dernier grand style savoyard ». Toutefois, bien que librement inspiré de la mode turinoise et piémontaise, il est qualifié de « sarde » afin de souligner son origine étrangère à la Savoie et que « cela produit des édifices un peu conventionnels », voire « rigide[s] ». Face aux émotions créées par le baroque, le néoclassicisme sarde semble vouloir marquer « l'obéissance à l'ordre religieux, indissociable à l'autoritarisme politique et social » de cette période. Il apparait ainsi souvent mal-aimé. Les églises néoclassiques se localisent principalement dans l'avant-pays savoyard, où près de 130 églises dans toute la Savoie ont ainsi été restaurées ou construites. Par ailleurs, au même moment, de nombreux clochers, détruits ou endommagés, ont eux aussi été reconstruits dans ce style.
Par la suite, on abandonne le style néoclassique pour celui néo-gothique, à la suite de l'annexion de la Savoie sous le Second Empire en 1860 et qui perdure sous la Troisième République, notamment la construction de l'église de Praz-sur-Arly en 1881 ou encore de la basilique Saint-François-de-Sales à Thonon-les-Bains, selon les plans de l'architecte mauriennais autodidacte, Théodore Fivel, en 1894,. Ce courant est introduit et encouragé dans le diocèse par le chanoine Pierre-François Poncet (1810-1891). Parallèlement, le néo-roman (exemple la basilique de la Visitation construite en 1909 et 1930) voire à nouveau l'éclectisme se diffusent dans le duché.
Au XXe siècle, les architectes proposent des édifices dans les villes ou dans les stations plus contemporains. On les attache généralement à l'architecture dite néo-régionaliste.

## Classement
Le classement ci-après se fait par commune selon un ordre alphabétique. Des informations, lorsqu'elles sont présentes, permettent d'indiquer la date et le style de l'église, ainsi que son éventuelle protection aux Monuments historiques (classement ou inscription ou encore la présence d'objets protégés).

### A
| Commune                                | Église                                                        | Notes | Protection                                                   | Illustration                                       |
| -------------------------------------- | ------------------------------------------------------------- | --- | ------------------------------------------------------------ | -------------------------------------------------- |
| Abondance                              | Église Notre-Dame Abbaye d'Abondance                          | Église primitive édifiée en 1275, reconstruite dans un style néogothique,.                                                        | Classé au titre objet : 12 objets pour l'église              | Vue du chevet de l'église abbatiale d'Abondance    |
| Alby-sur-Chéran                        | Église Notre-Dame de Plaimpalais                              | Édifiée dans un style néo-byzantin en 1954 selon les plans de l'architecte Novarina, vitraux d’Alfred Manessier.                  | Classé au titre objet : Calice                               |                                                    |
| Alex                                   | Église de La Nativité-de-Marie                                | Édifiée dans un style néogothique en 1864.                                                                                        | Classé au titre objet : Calice et cloche                     |                                                    |
| Allèves                                | Église Saint-Blaise                                           | Édifiée dans un style néogothique entre 1867 et 1870 selon les plans de l'architecte Camille Ruphy,.                              |                                                              |                                                    |
| Allinges                               | Église Notre-Dame-de-l'Assomption                             | Édifiée dans un style néoclassique sarde,.                                                                                        | Classé au titre objet : Cloche                               |                                                    |
| Allonzier-la-Caille                    | Église Saint-Martin                                           | Édifiée entre 1829 et 1841. | Classé au titre objet : Buste et tableau                     | Vue de l'église Saint-Martin d'Allonzier-la-Caille |
| Amancy                                 | Église Saint-Christophe                                       | Édifiée dans un style néogothique, consacrée en 1863,.                                                                            | Classé au titre objet : Plaque funéraire                     |                                                    |
| Ambilly                                | Église Saint-François-de-Sales                                | Édifiée et consacrée en 1941 |                                                              | Eglise_Saint-François-de-Sales                     |
| Andilly                                | Église Saint-Symphorien                                       | Édifiée au XVe siècle, puis remaniée,                                                                                             | Classé au titre objet : Cloche                               |                                                    |
| Annecy                                 | Cathédrale Saint-Pierre-aux-Liens                             | Édifiée au XVIe siècle | Classé MH (1906). Classé au titre objet : Orgue.             | Façade de la cathédrale Saint-Pierre d'Annecy      |
| Annecy                                 | Église Saint-François                                         | Édifiée en 1641. | Inscrit MH (1952).                                           | Vue de l'église Saint-François                     |
| Annecy                                 | Église Saint-Maurice                                          | Édifiée à partir de 1422. | Inscrit MH (1943) · Classé MH (1957).                        | L'église Saint-Maurice                             |
| Annecy                                 | Église Notre-Dame-de-Liesse                                   | Reconstruite en 1846 dans un style néoclassique sarde, édifiée au XIVe siècle.                                                    | Classé au titre objet : cloche et un Christ en croix         | Notre-Dame-de-Liesse                               |
| Annecy                                 | Basilique Saint-Joseph-des-Fins                               | Terminée en 1941, dans un style savoyard, selon les plans de l'architecte bénédictin Dom Paul Bellot.                             | Classé au titre objet : Orgue de tribune                     | Basilique Saint-Joseph-des-Fins d'Annecy.          |
| Annecy                                 | Basilique de la Visitation                                    | Édifiée au XXe siècle |                                                              | La basilique de la Visitation                      |
| Annecy                                 | Église Saint-Louis-de-Novel                                   | Édifiée à partir de 1960-61 selon les plans de l'architecte Michel Saint-Maurice                                                  |                                                              | Église Saint-Louis-de-Novel d'Annecy               |
| Annecy                                 | Église Sainte-Bernadette                                      | Édifiée entre 1964-69 selon les plans des architectes Maurice Novarina et Claude Fay.                                             | Label « Patrimoine du XXe siècle ».                          | Église Sainte-Bernadette d'Annecy                  |
| Annecy (Annecy-le-Vieux)               | Église Saint-Laurent                                          | Église primitive du XIIe siècle, reconstruite vers 1840 dans un style néoclassique selon les plans de l’architecte Ignace Monnet. |                                                              | L'église Saint-Laurent                             |
| Annecy (Cran-Gevrier)                  | Église du Sacré-Cœur de Mosinges                              | |                                                              |                                                    |
| Annecy (Cran-Gevrier)                  | Église du Pont-Neuf                                           | Créée en 1936 |                                                              |                                                    |
| Annecy (Cran-Gevrier)                  | Église Sainte-Geneviève des Bressis                           | Créée en 1964 |                                                              |                                                    |
| Annecy (Cran-Gevrier)                  | Église de l'Annonciation                                      | Créée en 1994 |                                                              |                                                    |
| Annecy (Meythet)                       | Église Saint-Paul                                             | Créée en 1998 |                                                              |                                                    |
| Annecy (Pringy)                        | Église Saint-Maurice                                          | Édifiée en 1860. | Classé au titre objet : Verrières du chœur                   |                                                    |
| Annecy (Seynod)                        | Église Saint-Martin de Vieugy                                 | Édifiée dans un style néogothique de 1870 à 1877                                                                                  |                                                              |                                                    |
| Annecy (Seynod)                        | Église Saint-Martin                                           | Édifiée au XVe siècle |                                                              |                                                    |
| Annecy (Seynod)                        | Église Notre-Dame-de-l'Assomption-et-Sainte-Agathe de Balmont | Reconstruite dans un style néogothique à partir de 1867                                                                           |                                                              |                                                    |
| Annemasse                              | Église Saint-André                                            | Édifiée dans un style néogothique entre 1860 et 1867.                                                                             |                                                              | L' église Saint-André                              |
| Annemasse                              | Église Saint-Joseph                                           | Édifiée dans un style néoroman entre 1941 et 1946 selon les plans (1937) de l'architecte bénédictin Dom Paul Bellot,.             |                                                              |                                                    |
| Anthy-sur-Léman                        | Église Saint-Barthélémy                                       | Reconstruite en 1882. |                                                              |                                                    |
| Arâches-la-Frasse Arâches              | Église Saint-Michel                                           | Édifiée au début du XVIIIe siècle.                                                                                                |                                                              | Église d'Arâches (Haute-Savoie)                    |
| Arâches-la-Frasse La Frasse            | Église Notre-Dame-de-la-Visitation                            | Édifiée au début du XVIIIe siècle.                                                                                                |                                                              |                                                    |
| Arâches-la-Frasse Les Carroz-d'Arâches | Église Notre-Dame-de-l'Assomption                             | Édifiée en 1972. |                                                              |                                                    |
| Arbusigny                              | Église Saint-Jean-Baptiste                                    | Édifiée dans un style gothique tardif.                                                                                            |                                                              | Église Saint-Jean-Baptiste d'Arbusigny             |
| Archamps                               | Église Saint-Maurice                                          | Édifiée au XVe siècle, remaniée dans un style néoclassique au début du XIXe siècle.                                               |                                                              | L'église Saint-Maurice d'Archamps                  |
| Arenthon                               | Église Saint-Théodule                                         | Édifiée au XVe siècle, remaniée au début du XVIIIe siècle.                                                                        |                                                              | L'église Saint-Théodule d'Arenthon                 |
| Argentière (Chamonix-Mont-Blanc)       | Église Saint-Pierre                                           | Édifiée en 1724. | Inscrit MH (1912) · Classé MH (1963)                         | L'église Saint-Pierre d'Argentiere                 |
| Argonay                                | Église Saint-Christophe                                       | Édifiée au XVe siècle, remaniée aux XVIIe siècle et XVIIIe siècles.                                                               | Classé au titre objet : Calice, statue, peinture et mobilier | Église Saint-Christophe d'Argonay                  |
| Armoy                                  | Église Saint-Pierre                                           | Édifiée dans un style roman, restaurée en 1815 et reconstruite en 1888.                                                           |                                                              |                                                    |
| Arthaz-Pont-Notre-Dame                 | Église Saint-Pierre-aux-Liens                                 | Édifiée à partir de 1851 en forme de croix grecque de « style sarde »                                                             |                                                              |                                                    |
| Ayse                                   | Église Saint-Pierre                                           | Édifiée vers le XVIIe siècle, remaniée vers 1750 et 1842.                                                                         | Classé au titre objet : Cloche                               | L'église Saint-Pierre d'Ayse                       |

### B
| Sommaire : | - Haut - A - B - C - D à F - G à L - M - N à Q - R - S - T à U - V à Y |

| Commune                       | Église                            | Notes | Protection                                   | Illustration |
| ----------------------------- | --------------------------------- | --- | -------------------------------------------- | ------------ |
| Ballaison                     | Église Saint-Étienne              | Édifiée entre 1764-1765,.                                                                                                  |                                              |              |
| La Balme-de-Sillingy          | Église Saint-Martin               | Édifiée dans un style néogothique au XIXe siècle.                                                                          |                                              |              |
| La Balme-de-Thuy              | Église Saint-Pierre               | | Classé au titre objet : Calice et une statue |              |
| Bassy                         | Église Saint-Didier               | Édifiée dans un style néoclassique sarde en 1824                                                                           |                                              |              |
| La Baume                      | Église de l'Immaculée-Conception  | Édifiée dans un style néoclassique sarde de 1852 à 1881.                                                                   | Classé au titre objet : orgue                |              |
| Beaumont Village Beaumont     | Église Saint-Étienne              | Restaurée dans un style néoroman selon les plans de l'architecte Monnet au XIXe siècle.                                    |                                              |              |
| Bellevaux                     | Église Notre-Dame-de-l'Assomption | Édifiée à partie le XIVe siècle et restaurée au XVIIIe siècles, dans un style néoclassicisme.                              | Classé au titre objet                        |              |
| Bernex                        | Église Saint-Ours                 | Édifiée dans un style néoclassique sarde selon les plans de l'architecte Eugène Dénarié, entre 1847 et 1848,.              |                                              |              |
| Le Biot                       | Église Saint-Nicolas              | Édifiée dans un style néoclassique sarde en 1846 par l'entrepreneur François Barbero.                                      |                                              |              |
| Bloye                         | Église Saint-Maurice              | Édifiée selon les plans de l'architecte Monnet entre 1850 et 1855                                                          |                                              |              |
| Bluffy                        | Église Saint-Pierre et Saint-Paul | Édifiée entre 1844 et 1881.                                                                                                |                                              |              |
| Boëge                         | Église Saint-Maurice              | Édifiée dans un style néogothique entre 1855 et 1858 par selon les plans des architectes J. Michaud et M. Champlanaz,.     | Classé au titre objet : Orgue                |              |
| Bogève                        | Église Saint-Étienne              | Édifiée en 1832 dans un style néoclassique sarde.                                                                          |                                              |              |
| Bonne ham. de Hte-Bonne       | Église Saint-Nicolas              | Édifiée au XVe siècle, restaurée au XIXe siècle, dans un style roman (intérieur) et gothique (extérieur).                  | Classé au titre objet : Plaque commémorative |              |
| Bonnevaux                     | Église Saint-Maurice              | Édifiée dans un style moderne, dit néo-régionaliste en 1961selon les plans de l'architecte originaire de Thonon, Buisson,. | Inscrit MH (1995).                           |              |
| Bonneville Pontchy            | Église Saint-Martin de Pontchy    | Édifiée dans un style néogothique au XVe siècle, remaniée au XIXe siècle,.                                                 |                                              |              |
| Bonneville                    | Église Sainte-Catherine           | Édifiée dans un style Renaissance italienne entre 1838 et 1842.                                                            | Classé au titre objet : Autel et 3 statues   |              |
| Bonneville Saint-Étienne      | Église Saint-Étienne              | Édifiée dans un style néogothique. (Propriété privée)                                                                      |                                              |              |
| Bons-en-Chablais Bons         | Église Saint-Pierre et Saint-Paul | Édifiée dans un style néogothique entre 1863 et 1865.                                                                      |                                              |              |
| Bons-en-Chablais Brens        | Église Saint-Maurice              | Édifiée dans un style néoclassique sarde au milieu du XIXe siècle.                                                         |                                              |              |
| Bons-en-Chablais Saint-Didier | Église Saint-Didier               | Reconstruite au XIXe siècle.                                                                                               |                                              |              |
| Bossey                        | Église Saint-Pierre               | Édifiée dans un style néogothique en 1867 selon les plans de l'architecte John Gottret.                                    |                                              |              |
| Le Bouchet-Mont-Charvin       | Église de l'Assomption-de-Marie   | Édifiée au XIXe siècle |                                              |              |
| Boussy                        | Église Saint-Maurice              | Édifiée dans un style néogothique selon les plans de l'architecte Eugène Dénarié, en 1882.                                 |                                              |              |
| Brenthonne                    | Église Saint-Maurice              | Reconstruite dans un style néoclassique sarde en 1839.                                                                     |                                              |              |
| Brizon                        | Église Saint-Théodule             | Édifiée dans un style néoclassique sarde selon les plans de l'architecte Ernesto Melano entre 1850 et 1852.                |                                              |              |
| Burdignin                     | Église de la Nativité-de-Marie    | Édifiée en 1861 dans un style néogothique,.                                                                                |                                              |              |

### C
| Sommaire : | - Haut - A - B - C - D à F - G à L - M - N à Q - R - S - T à U - V à Y |

| Commune                   | Église                                                                         | Notes | Protection                                                                                          | Illustration                                 |
| ------------------------- | ------------------------------------------------------------------------------ | --- | --------------------------------------------------------------------------------------------------- | -------------------------------------------- |
| Cercier                   | Église Notre-Dame-de-l'Assomption                                              | Reconstruite vers le XVIe siècle. | Mobilier de Constant Demaison (1947-1950)                                                           | Église Notre-Dame-de-l'Assomption de Cercier |
| Cernex                    | Église Saint-Martin                                                            | Édifiée au XVIe siècle dans un style gothique, remaniée en 1840, | Classé au titre objet : Verrières, cloches, mobilier.                                               | Église Saint-Martin de Cernex                |
| Cervens                   | Église Saint-Étienne                                                           | Édifiée dans un style néo-classique sarde en 1843,. | |                                              |
| Challonges                | Église Sainte-Marie-Madeleine                                                  | Édifiée dans un style néo-gothique selon les plans de l'architecte Monnet, en 1854 | |                                              |
| Chamonix-Mont-Blanc       | Église Saint-Michel                                                            | Édifiée dans un style baroque savoyard en 1709, puis modifiée en 1840. | Classé MH (1979)                                                                                    |                                              |
| Chamonix-Mont-Blanc       | Temple protestant de Chamonix                                                  | Ancienne église anglicane, inaugurée en 1860 | |                                              |
| Champanges                | Église Saint-Martin                                                            | Édifiée dans un style baroque savoyard entre 1724-25 | |                                              |
| La Chapelle-d'Abondance   | Église Saint-Maurice                                                           | Édifiée au XVe siècle, reconstruite en 1636, puis restaurée et agrandie dans le courant du XIXe siècle,. | Inscrit MH (1995)                                                                                   |                                              |
| La Chapelle-Saint-Maurice | Église Saint-Maurice                                                           | Édifiée dans un style néoclassique sarde entre 1840 et 1842. | |                                              |
| La Chapelle-Rambaud       | Église Notre-Dame-de-l'Assomption                                              | Édifiée dans un style néoclassique,. | |                                              |
| Charvonnex                | Église Saint-Jean-Baptiste                                                     | Édifiée en 1854. | Classé au titre objet : 2 cloches et un bénitier                                                    | Église Saint-Jean-Baptiste de Charvonnex     |
| Châtel                    | Église Saint Laurent                                                           | Édifiée dans un style néogothique en 1904,. | Inscrit MH (1995),.                                                                                 |                                              |
| Châtillon-sur-Cluses      | Église Saint-Martin                                                            | | |                                              |
| Chavanod                  | Église de la Nativité-de-Marie                                                 | Édifiée s un style néo-gothique en 1881. | |                                              |
| Chênex                    | Église de l'Assomption-de-Marie                                                | Édifiée dans un style néo-roman en 1881 | Maître-autel originaire de la Chartreuse de Pomier XVIIe siècle, avec son tabernacle du XVIe siècle |                                              |
| Chêne-en-Semine           | Église Saint-Nicolas                                                           | Édifiée au XIIe siècle. | |                                              |
| Chens-sur-Léman           | Église Sainte-Anne                                                             | Édifiée dans un style néoclassique sarde en. | Classé au titre objet : Cloche.                                                                     |                                              |
| Chevenoz                  | Église Saint-Jean-Baptiste                                                     | Édifiée dans un style néogothique en 1894 selon les plans de l'architecte Dénarié,. | Inscrit MH (1995),.                                                                                 |                                              |
| Choisy                    | Église Saint-Benoît                                                            | Reconstruction en 1880 dans le style néo-gothique. Chœur du XVe siècle. | Objet de Jean Constant Demaison (originaire de la commune)                                          |                                              |
| Les Clefs                 | Église Saint-Nicolas                                                           | Édifiée selon les plans des architectes Jean-Louis Ruphy et Ernesto Melano, consacrée en 1833. | |                                              |
| Clermont                  | Église Saint-Étienne                                                           | style néoclassique sarde | Classé MH (1991)                                                                                    |                                              |
| La Clusaz                 | Église Sainte-Foy                                                              | Édifiée selon les plans de l'architecte Camille Ruphy en 1821 puis reconstruite entièrement en 1974 par l'architecte Gignoux.                                                                                                   | |                                              |
| Cluses                    | Église des Cordeliers ou Église Saint-Nicolas-des-Franciscains-de-l'Observance | Construite en 1485 dans un style flamboyant. | Classé au titre objet : Bénitier                                                                    |                                              |
| Cluses                    | Église Saint-Nicolas                                                           | Construite en 1733. | |                                              |
| Collonges-sous-Salève     | Église Saint-Martin                                                            | Reconstruite entre 1850 et 1851. | |                                              |
| Combloux                  | Église Saint-Nicolas                                                           | Édifiée dans un style baroque savoyard en 1702/1704. | Classé MH (1971) · Inscrit MH (1971)                                                                |                                              |
| Contamine-sur-Arve        | Église Sainte-Foy                                                              | Édifiée dans un style gothique au XIIIe siècle, en partie détruite au XVIe siècle. | Classé MH (1909)                                                                                    |                                              |
| Les Contamines-Montjoie   | Église de Notre-Dame-de-la-Gorge                                               | Édifiée dans un style baroque selon les plans de Jean La Vougna, entre 1699-1707. | Classé au titre objet : retable de l'autel du Sacré-Cœur                                            |                                              |
| Les Contamines-Montjoie   | Église de la Sainte-Trinité                                                    | Édifiée au XVIIIe siècle | |                                              |
| Copponex                  | Église Saint-André                                                             | Édifiée dans un style roman évoluant vers le gothique avec un clocher-porche. | | Église Saint-André de Copponex               |
| Cordon                    | Église Notre-Dame-de-l'Assomption                                              | Édifiée dans un style baroque savoyard entre 1781 et 1787, clocher partiellement détruit par un incendie en 1973. 1982-1983 Restauration des décors peints et nettoyage des peintures à fresco - Maitre-Autel restitué en 1988. | Classé MH (2004)                                                                                    |                                              |
| Cornier                   | Église Saint-Just                                                              | Édifiée au XVe siècle, restaurée. | Classé au titre objet : Sculpture.                                                                  |                                              |
| La Côte-d'Arbroz          | Église Notre-Dame-de-l'Assomption                                              | Édifiée en 1882 | |                                              |
| Cranves-Sales             | Église Saint-Jean-Baptiste                                                     | Édifiée en 1890. | |                                              |
| Cruseilles                | Église Saint-Maurice                                                           | Édifiée dans un style roman et un intérieur gothique. | |                                              |
| Cuvat                     | Église Saint-Donat                                                             | Édifiée dans un style néoclassique sarde en 1821. | |                                              |

### D à F
| Sommaire : | - Haut - A - B - C - D à F - G à L - M - N à Q - R - S - T à U - V à Y |

| Commune                          | Église                                                        | Notes | Protection                                           | Illustration |
| -------------------------------- | ------------------------------------------------------------- | --- | ---------------------------------------------------- | ------------ |
| Desingy                          | Église Saint-Laurent                                          | Édifiée au XIIe siècle dans un style roman ou romano-byzantin, en forme de croix latine, remaniée au XIXe siècle.                       |                                                      |              |
| Dingy-Saint-Clair                | Église Saint-Étienne                                          | Édifiée au XIXe siècle avec un cœur du XVe siècle.                                                                                      |                                                      |              |
| Domancy                          | Église Saint-André                                            | Édifiée en 1717 | Classé au titre objet : Cloche (1607)                |              |
| Doussard                         | Église Saint-Maurice                                          | Édifiée dans un style néoclassique sarde en 1853.                                                                                       |                                                      |              |
| Draillant                        | Église Saint-Pierre                                           | Édifiée dans un style néoclassique sarde au XIXe siècle, associé à un clocher-porche de type roman (v. XIIe siècle). Restaurée en 1973. |                                                      |              |
| Duingt                           | Église Saint-Germain                                          | Édifiée dans un style néogothique, entre 1901 et 1903 sur l'emplacement d'une première église édifiée en 1830.                          |                                                      |              |
| Entrevernes                      | Église Saint-Pierre-aux-Liens ou Église Saints-Pierre-et-Paul | Édifiée dans un style néoclassique sarde selon les plans de l'architecte Ruphy en 1825.                                                 |                                                      |              |
| Entremont                        | Église Notre-Dame-de-Tous-les-Saints                          | Édifiée au XVIIe siècle. | Classé au titre objet (18 objets).                   |              |
| Épagny-Metz-Tessy (Épagny)       | Église Saint-Pierre-aux-Liens                                 | Édifiée au XIXe siècle |                                                      |              |
| Essert-Romand                    | Église Saint-Louis-de-Gonzague                                | Achevée en 1832. |                                                      |              |
| Étrembières                      | Église Notre-Dame-de-la-Paix                                  | Édifiée dans un style contemporain entre 1964 et 1967 selon les plans de l'architecte Novarina,.                                        |                                                      |              |
| Évian-les-Bains                  | Église Notre-Dame-de-l'Assomption                             | [ 90 ] | Inscrit MH (1974) · Classé au titre objet (4 objets) |              |
| Faucigny                         | Saint-François-de-Sales                                       | Édifiée en 1854. | Inscrit MH (2001).                                   |              |
| Faverges-Seythenex (Faverges)    | Église Saint-Jean-Baptiste de Viuz                            | Édifiée dès le VIe siècle, bâtiment du XIIe siècle                                                                                      | Inscrit MH (1926)                                    |              |
| Faverges-Seythenex (Faverges)    | Église Saint-Pierre                                           | Édifiée dans un style néoclassique sarde selon les plans de l'architecte Ruphy en 1830                                                  | Classé au titre objet : Cloche                       |              |
| Faverges-Seythenex (Seythenex)   | Église Saint-Sigismond                                        | Édifiée dans un style néoclassique sarde selon les plans de l'architecte Ruphy en 1851 et d'un clocher gothique,.                       |                                                      |              |
| Feigères                         | Église Saint-Lazare                                           | Édifiée dans un style néo-roman en 1847. Plan en croix grecque associé à l'ancien clocher à bulbe.                                      |                                                      |              |
| Féternes                         | Église Notre-Dame-de-l'Assomption                             | Édifiée en 1855. | Classé au titre objet : Cloche                       |              |
| Fillière (Aviernoz)              | Église Saint-Maurice                                          | Édifiée dans un style savoyard en 1891.                                                                                                 |                                                      |              |
| Fillière (Évires)                | Église Saint-Jean-Baptiste                                    | |                                                      |              |
| Fillière (Thorens-Glières)       | Église Saint-Maurice et Saint-François-de-Sales               | Reconstruite dans un style gothique en 1898.                                                                                            |                                                      |              |
| Fillière (Les Ollières)          | Église Saint-Maurice                                          | Reconstruite en partie en 1825 par l'architecte Thomas-Dominique Ruphy.                                                                 |                                                      |              |
| Fillière (Saint-Martin-Bellevue) | Église Saint-Martin                                           | Restructurée au XIXe siècle, dans un style néoclassique sarde.                                                                          |                                                      |              |
| Fillinges                        | Église Saint-Laurent                                          | Êdifice reconstruit en 1863, dans un style néo-gothique,.                                                                               |                                                      |              |

### G à L
| Sommaire : | - Haut - A - B - C - D à F - G à L - M - N à Q - R - S - T à U - V à Y |

| Commune             | Église                             | Notes | Protection                                 | Illustration |
| ------------------- | ---------------------------------- | --- | ------------------------------------------ | ------------ |
| Gaillard            | Église Saint-Pierre                | Édifiée dans un style néogothique en 1880. |                                            |              |
| Giez                | Église Saint-Barthélémy            | Édifiée dans un style néoclassique sarde selon les plans de l'architecte Camille Ruphy entre 1842 et 45                                                         |                                            |              |
| Le Grand-Bornand    | Église Notre-Dame-de-l'Assomption  | Édifiée dans un style néogothique entre 1817 et 1877. | Classé au titre objet : 5 objets           |              |
| Groisy              | Église Saint-Euchère et Saint-Just | Église primitive du XIVe siècle détruite et reconstruite en 1923 avec le un clocher à bulbe remplacé par une flèche gothique, remaniée au début du XIXe siècle. |                                            |              |
| Habère-Lullin       | Église Saint-Pierre                | Agrandie en 1840 dans un style néoclassique sarde,. | Classé au titre objet : Cloche et peinture |              |
| Habère-Poche        | Église Saint-François-de-Sales     | Édifiée au XIXe siècle dans un style néoclassique sarde. |                                            |              |
| Hauteville-sur-Fier | Église Saint-Nicolas               | Édifiée au XVIIe siècle dans un style baroque, puis reconstruite en 1879                                                                                        |                                            |              |
| Jonzier-Épagny      | Église Saint-Maurice               | Édifiée au XIXe siècle dans un style néoclassique sarde, selon un plan de croix grecque.                                                                        |                                            |              |
| Juvigny             | Église Saint-Martin                | Édifiée dans un style néoclassique sarde en 1841. | Classé au titre objet : Cloche             |              |
| Larringes           | Église Saint-Maurice               | Édifiée au début du XVIIIe siècle dans un style néo-classique sarde.                                                                                            |                                            |              |
| Lathuile            | Église Saint-Ours                  | Édifiée dans un style néogothique, selon les plans de l'architecte des Bâtiments du département et architecte diocésain, Joseph Samuel Revel, en 1863.          |                                            |              |
| Leschaux            | Église Saint-Jean-Baptiste         | Édifiée dans un style néoroman, selon les plans de l'architecte Mangé entre 1893 et 1896, mais un intérieur de style néogothique.                               |                                            |              |
| Les Houches         | Église Saint-Jean-Baptiste         | Édifiée en 1766, façade de style néoroman, clocher à bulbe datant de 1839,.                                                                                     |                                            |              |
| Loisin              | Église Saint-Affre                 | Restaurée en 1729. |                                            |              |
| Lovagny             | Église Annonciation-de-Marie       | Édifiée à la fin du XIXe siècle selon les plans de l'architecte Dénarié.                                                                                        |                                            |              |
| Lucinges            | Église Saint-Étienne               | Édifiée dans un style néo-gothique au XIXe siècleRestaurée en 2014.                                                                                             |                                            |              |
| Lugrin              | Église Saint-Pierre et Saint-Paul  | Édifiée dans un style néoclassique sarde entre 1842-1844. |                                            |              |
| Lullin              | Église Saint-Jean-Baptiste         | Reconstruite en 1840-1841 selon les plans de l'architecte Blanchet.                                                                                             |                                            |              |
| Lyaud (Le)          | Église Saint-Nicolas               | Édifiée dans un style néoclassique sarde entre 1859 et 1861,.                                                                                                   |                                            |              |

### M
| Sommaire : | - Haut - A - B - C - D à F - G à L - M - N à Q - R - S - T à U - V à Y |

| Commune                                 | Église                                                              | Notes                                                                                            | Protection                                                                         | Illustration                                 |
| --------------------------------------- | ------------------------------------------------------------------- | ------------------------------------------------------------------------------------------------ | ---------------------------------------------------------------------------------- | -------------------------------------------- |
| Marcellaz                               | Église Saint-Maurice                                                | Édifiée au XIXe siècle                                                                           |                                                                                    |                                              |
| Marcellaz-Albanais                      | Église Saint-Maurice                                                | Édifiée en 1844 selon les plans de l'architecte Monnet dans le style néoclassique sarde.         |                                                                                    |                                              |
| Manigod                                 | Église Saint-Pierre                                                 | Édifiée en 1688 de style néoclassique avec une façade baroque, par le maître maçon Aimé Riondel. | Classé au titre objet : Porte (1689).                                              |                                              |
| Marignier                               | Église Saint-Maurice                                                | Édifiée en 1956 selon les plans de l'architecte Maurice Novarina.                                |                                                                                    |                                              |
| Massongy                                | Église Saint-Jean-Baptiste                                          | Édifice mêlant des éléments des XIIIe siècle-XVIIe siècle-XIXe siècle.                           |                                                                                    |                                              |
| Marin                                   | Église Saint-Jean-Baptiste                                          |                                                                                                  |                                                                                    |                                              |
| Maxilly-sur-Léman                       | Église Sainte-Marie-Madeleine                                       | Datation incertaine.                                                                             |                                                                                    |                                              |
| Megève                                  | Église Saint-Jean-Baptiste                                          | Édifiée dans un style baroque XVIe siècle puis style néoclassique au XVIIIe siècle.              | MH : Clocher.                                                                      |                                              |
| Mégevette                               | Église Saint-Nicolas                                                | Édifiée dans un style pseudo-roman entre 1872-1880.                                              | MH : Clocher                                                                       |                                              |
| Meillerie                               | Église Saint-Bernard-de-Menthon, anciennement dédiée à sainte Marie | Devenu église paroissiale en 1803, ancienne abbatiale du prieuré.                                | Inscrit MH (2015)                                                                  |                                              |
| Menthon-Saint-Bernard                   | Église Saint-Bernard de Menthon                                     | Édifiée dans un style néoclassique sarde, consacrée en 1847.                                     | Classé au titre objet : Ciboire, Calices, un devant d'autel et une dalle funéraire |                                              |
| Menthonnex-en-Bornes                    | Église Saint-Laurent                                                | Édifiée dans un style néogothique.                                                               |                                                                                    | Église Saint-Laurent de Menthonnex-en-Bornes |
| Messery                                 | Église Saint-Pierre                                                 | Édifiée dans un style néoclassique sarde entre 1839 et 1841.                                     |                                                                                    |                                              |
| Mieussy                                 | Église Saint-Gervais-Saint-Protais                                  | Édifiée du XVIe siècle, style gothique tardif.                                                   | Inscrit MH (1926). Classé au titre objet : Cloche.                                 |                                              |
| Monnetier-Mornex                        | Église Saint-Pierre-aux-Liens                                       | Reconstruite au début du XXe siècle dans un style néo-gothique, inauguré en 1902,.               |                                                                                    |                                              |
| Monnetier-Mornex Vill. d'Esserts-Salève | Église Saint-André                                                  | Édifiée au 1584 selon la mention sur le porche (mais s'agissant peut être d'un réemploi)         |                                                                                    |                                              |
| Mont-Saxonnex                           | Église Notre-Dame-de-l'Assomption                                   | Édifiée dans un style néoclassique entre 1829 et 1834.                                           |                                                                                    |                                              |
| Montriond                               | Église de la Visitation de Marie                                    | Ancienne chapelle du XVIe siècle réaménagé au XVIIIe siècle.                                     | Classé au titre objet : retable, autel, statuette                                  |                                              |
| Morillon                                | Église Saint-Christophe                                             | Édifiée en 1577 pour remplacer la chapelle, remaniée au XIXe siècle                              |                                                                                    |                                              |
| Morzine                                 | Église Sainte-Marie-Madeleine                                       | Édifiée entre 1803 et 1805 selon les plans de l'architecte Charles Amoudruz.                     | Classé au titre objet : Orgue                                                      |                                              |
| Morzine Ham. Avoriaz                    | Église d'Avoriaz                                                    | Édifiée en 1984 selon les plans de l'architecte Labro.                                           |                                                                                    |                                              |
| La Muraz                                | Église Saint-Martin                                                 | Édifiée dans un style néogothique en 1877.                                                       |                                                                                    |                                              |
| Musièges                                | Église Saint-Hilaire                                                | Édifiée vers 1893 dans un style néo-gothique.                                                    |                                                                                    |                                              |

### N à Q
| Sommaire : | - Haut - A - B - C - D à F - G à L - M - N à Q - R - S - T à U - V à Y |

| Commune                      | Église                                             | Notes | Protection                                                                            | Illustration                                    |
| ---------------------------- | -------------------------------------------------- | --- | ------------------------------------------------------------------------------------- | ----------------------------------------------- |
| Nangy                        | Église Saint-Vincent                               | Présence d'un inscription gothique de 1466.                                                                              |                                                                                       |                                                 |
| Nâves-Parmelan               | Église Saint-Eugend                                | Édifiée à la suite de l'incendie de l'ancienne église dans un style néo-gothique au XIXe siècle                          |                                                                                       |                                                 |
| Nernier                      | Église Saint-Martin                                | Édifiée au XIXe siècle,                                                                                                  |                                                                                       |                                                 |
| Neuvecelle                   | Église Saint-Nicolas                               | Édifiée dans un style néoclassique au XIXe siècle                                                                        |                                                                                       |                                                 |
| Novel                        | Église de l'Assomption-de-Marie                    | Édifiée en 1925 à la suite de l'incendie de la précédente en 1924.                                                       |                                                                                       |                                                 |
| Onnion                       | Église Saint-Maurice                               | Édifiée au XIXe siècle.                                                                                                  | Classé au titre objet : cloche (1732).                                                |                                                 |
| Orcier                       | Église Saint-Jacques                               | Édifiée dans un style néoclassique sarde entre 1845 et 1846,.                                                            |                                                                                       |                                                 |
| Passy                        | Église baroque Saint-Pierre-et-Saint-Paul          | Édifiée au XVIIIe siècle                                                                                                 | Classé au titre objet : 5 objets, ainsi que des vestiges gallo-romains dédiés à Mars. |                                                 |
| Passy                        | Église Notre-Dame-de-Toute-Grâce du plateau d'Assy | Édifiée selon les plans de l'architecte Novarina en 1937                                                                 | Inscrit MH ( 2004). Classé au titre objet : 23 objets classés.                        |                                                 |
| Passy                        | Église Saint-Joseph de Chedde                      | Édifiée en 1934 pour les ouvriers de l'usine de Chedde.                                                                  |                                                                                       |                                                 |
| Peillonnex                   | Église Notre-Dame-de-l'Assomption                  | Édifiée à la fin du XIIe - début du XIIIe siècle.                                                                        | Inscrit MH (1971)                                                                     |                                                 |
| Perrignier                   | Église Saint-Sylvestre                             | Édifiée dans un style néoclassique sarde selon les plans de l'architecte Mélano, entre 1848-1851,.                       |                                                                                       |                                                 |
| Pers-Jussy                   | Église Saint-Pierre et Saint-Paul                  | Édifiée en 1850. |                                                                                       | Église Saint-Pierre-et-Saint-Paul de Pers-Jussy |
| Le Petit-Bornand-les-Glières | Église Notre-Dame-de-la-Visitation                 | Édifiée vers le XVIe siècle (vers 1553).                                                                                 |                                                                                       |                                                 |
| Poisy                        | Église Saint-Martin                                | Édifiée dans style néo-gothique en 1859 et associé à un clocher roman.                                                   |                                                                                       |                                                 |
| Praz-sur-Arly                | Église Sainte-Marie-Madeleine                      | Édifiée dans un style pseudo-roman en 1881.                                                                              |                                                                                       |                                                 |
| Publier                      | Église Saint-Ferréol                               | |                                                                                       |                                                 |
| Quintal                      | Église de la Visitation-de-Notre-Dame              | Édifiée vers la fin du Xe siècle - début du XIe siècle, considérée à ce jour comme le plus vieil édifice du département. | Inscrit MH (1986)                                                                     |                                                 |

### R
| Sommaire : | - Haut - A - B - C - D à F - G à L - M - N à Q - R - S - T à U - V à Y |

| Commune                          | Église                     | Notes                                                                                               | Protection         | Illustration |
| -------------------------------- | -------------------------- | --------------------------------------------------------------------------------------------------- | ------------------ | ------------ |
| Reignier-Ésery Vill. de Reignier | Église Saint-Martin        | Édifiée entre 1843 et 1845, selon les plans du curé Joseph Rouge, dans un style néoclassique sarde. |                    |              |
| Reignier-Ésery Vill. d'Ésery     | Église Saint-Jean-Baptiste | .                                                                                                   |                    |              |
| Le Reposoir                      | Église Saint-Jean-Baptiste | 1850                                                                                                |                    |              |
| Reyvroz                          | Église Saint-Maurice       | 1819, 1880                                                                                          |                    |              |
| La Rivière-Enverse               | Église Saint-Pierre        | 1771, 1995                                                                                          |                    |              |
| La Roche-sur-Foron               | Église Saint-Jean-Baptiste | XVIe siècle                                                                                         | Inscrit MH (1975). |              |
| Rumilly                          | Église Sainte-Agathe       | Édifiée entre 1823-1836 dans un style néo-classique sarde                                           | ISMH 2009.         |              |

### S
| Sommaire : | - Haut - A - B - C - D à F - G à L - M - N à Q - R - S - T à U - V à Y |

| Commune                                         | Église                                     | Notes                                                                                        | Protection                                                                                    | Illustration                     |
| ----------------------------------------------- | ------------------------------------------ | -------------------------------------------------------------------------------------------- | --------------------------------------------------------------------------------------------- | -------------------------------- |
| Saint-André-de-Boëge                            | Église Saint-André                         | Restaurée dans un style néoclassique sarde.                                                  |                                                                                               |                                  |
| Saint-Blaise                                    | Église Saint-Blaise                        | Édifiée en 1981 avec maintien de l'ancien clocher.                                           |                                                                                               |                                  |
| Saint-Cergues                                   | Église Saint-Cyr                           | Édifiée dans un style néogothique entre 1870 et 1872.                                        | Classé au titre objet : Croix de procession                                                   |                                  |
| Saint-Eustache                                  | Église Saint-Eustache                      | Édifiée dans un style néogothique, en 1864.                                                  |                                                                                               |                                  |
| Saint-Ferréol                                   | Église Saint-Ferréol                       | Édifiée dans un style néo-classique sarde, en 1844..                                         | Classé MH (2015).                                                                             |                                  |
| Saint-Gervais-les-Bains                         | Église Saint-Gervais-et-Saint-Protais      | Édifiée selon les plans d'architectes originaire de Valsesia.                                | Classé MH (1987), ainsi que des objets                                                        |                                  |
| Saint-Gervais-les-Bains Saint-Nicolas-de-Véroce | Église Saint-Nicolas-de-Véroce             | Reconstruite vers la fin du XVIIe siècle-XVIIIe.                                             | Classé MH (2006), ainsi que des objets                                                        |                                  |
| Saint-Gervais-les-Bains Le Fayet                | Église Notre-Dame des Alpes                | Édifiée entre 1936 et 1938.                                                                  |                                                                                               |                                  |
| Saint-Gingolph                                  | Église de Saint-Gingolph                   | Édifiée à la fin du XVIIIe siècle dans un style néo-classique sarde,.                        | Classé au titre objet : 2 cloches et un tableau                                               |                                  |
| Saint-Jean-d'Aulps                              | Église Saint-Jean-Baptiste                 | Édifiée au XIXe siècle.                                                                      |                                                                                               |                                  |
| Saint-Jean-d'Aulps ham. La Moussière            | Église Saint-Jean-Baptiste de La Moussière | Édifiée au XIXe siècle.                                                                      |                                                                                               |                                  |
| Saint-Jean-de-Tholome                           | Église Saint-Jean-Baptiste                 | Édifiée dans un style néogothique entre 1866 et 1868.                                        |                                                                                               |                                  |
| Saint-Jeoire                                    | Église Saint-Georges                       | Édifiée dans un style néogothique lombard au XVIIIe siècle.                                  |                                                                                               |                                  |
| Saint-Jorioz                                    | Église Saint-Nicolas                       | Édifiée dans un style néogothique selon les plans de l'architecte Jean Dénarié, en 1885.     | Classé au titre objet : Cloche dite Marie et une statue                                       |                                  |
| Saint-Julien-en-Genevois                        | Église Saint-Brice de Thairy.              | XVIIIe siècle                                                                                |                                                                                               |                                  |
| Saint-Julien-en-Genevois                        | Église Saint-Julien-de-Brioude             | Édifiée au XXe siècle.                                                                       |                                                                                               |                                  |
| Saint-Martin-Bellevue                           | Église Saint-Martin                        | Édifiée au XIXe siècle.                                                                      | Classé au titre objet : Statue et un retable                                                  |                                  |
| Saint-Paul-en-Chablais                          | Église de la Conversion-de-Saint-Paul      | Différents éléments des XIIe siècle, XIIIe siècle, XIXe siècle et XXe siècle.                | Classé au titre objet : Statue d'un Christ en croix                                           |                                  |
| Saint-Pierre-en-Faucigny                        | Église Saint-Pierre                        | Édifiée en 1745 puis refaite dans un style néoroman en 1840.                                 | Classé au titre objet : Cloches (Marie-Jeanne, XVIIe siècle,et, Marie-Françoise, XVIe siècle) |                                  |
| Saint-Sylvestre                                 | Église Saint-Sylvestre                     | Édifiée dans un style néo-classique sarde en 1854 avec un clocher de 1718, remanié en 1876.  | Classé au titre objet : Cloche de 1624                                                        |                                  |
| Sallanches                                      | Collégiale Saint-Jacques                   | XVIIe siècle                                                                                 | Inscrit MH (1986)                                                                             |                                  |
| Samoëns                                         | Église Notre-Dame-de-l'Assomption          | XIVe siècle                                                                                  | Inscrit MH (1987)                                                                             |                                  |
| Le Sappey                                       | Église Sainte-Consorce                     | ,.                                                                                           |                                                                                               | Église Sainte-Consorce du Sappey |
| Saxel                                           | Église Sainte-Madeleine                    | Restaurée dans un style néoclassique sarde.                                                  |                                                                                               |                                  |
| Séez                                            | Église Saint-Pierre-et-Saint-Paul          | Édifiée dans un style baroque en 1683.                                                       |                                                                                               |                                  |
| Serraval                                        | Église Saint-Maurice                       | Édifiée dans un style néogothique, selon les plans de l'architecte Camille Ruphy, vers 1864. |                                                                                               |                                  |
| Servoz                                          | Église Saint-Loup                          | Édifiée dans un style baroque en 1697.                                                       | Classé au titre objet : Vierge à l'Enfant avec donateur (1661).                               |                                  |
| Sevrier                                         | Église Notre-Dame-de-l'Assomption          | Édifiée dans un style néogothique selon les plans de l'architecte Théodore Fivel, en 1876.   |                                                                                               |                                  |
| Seyssel                                         | Église Saint-Blaise                        | Édifiée au XVIIe siècle, puis remaniée au XIXe siècle                                        |                                                                                               |                                  |
| Seytroux                                        | Église Saint-Bernard de Menthon            | Construite au début du XIXe siècle.                                                          |                                                                                               |                                  |
| Sillingy                                        | Église de l'Assomption-de-Marie            |                                                                                              |                                                                                               |                                  |

### T à U
| Sommaire : | - Haut - A - B - C - D à F - G à L - M - N à Q - R - S - T à U - V à Y |

| Commune                                                     | Église                             | Notes | Protection                                                           | Illustration                        |
| ----------------------------------------------------------- | ---------------------------------- | --- | -------------------------------------------------------------------- | ----------------------------------- |
| Talloires-Montmin (Talloires)                               | Église Saint-Maurice               | Édifiée à la fin du XVIIIe siècle,.                                                                       | Classé au titre objet : Bas-reliefs, plat à aumônes, cloches, calice |                                     |
| Talloires-Montmin (Talloires) Ham. St-Germain sur Talloires | Ermitage ou Chapelle Saint-Germain | Chapelle restaurée en 1621.                                                                               |                                                                      |                                     |
| Talloires-Montmin (Montmin)                                 | Église Saint-Maurice               | Édifiée dans un style néoclassique sarde selon les plans de l'architecte Louis Ruphy, entre 1846 et 1848. | Classé au titre objet : Stalles (fin XVe siècle).                    |                                     |
| Taninges                                                    | Église Saint-Jean-Baptiste         | Édifiée dans un style néo-classique sarde entre 1824 et 1834 par l'architecte Dunant,.                    | Classé au titre objet : cloche                                       |                                     |
| Thollon                                                     | Église Saint-Michel                | Reconstruite entre 1819 et 1825.                                                                          |                                                                      |                                     |
| Thônes                                                      | Église Saint-Maurice               | Édifiée 1687-1697 selon les plans de l'architecte Pierre Chiesa.                                          | Inscrit MH (1971)                                                    |                                     |
| Thonon-les-Bains                                            | Basilique Saint-François-de-Sales  | Édifiée entre 1889 et 1894 selon les plans de l'architecte Fivel,                                         |                                                                      |                                     |
| Thonon-les-Bains                                            | Église Saint-Hippolyte             | Datant du XIIe siècle et remaniée XVIIe siècle.                                                           | Classé MH (1909) Une vingtaine d'objets classés                      |                                     |
| Thonon-les-Bains                                            | Église Notre-Dame du Léman         | Construite selon les plans de l’architecte Maurice Novarina entre 1933 à 1935.                            |                                                                      |                                     |
| Thonon-les-Bains                                            | Église Notre-Dame-de-Lourdes       | Construite selon les plans de l’architecte Maurice Novarina en 1965.                                      |                                                                      |                                     |
| Thonon-les-Bains                                            | Église Sainte-Jeanne-de-Chantal    | Construite selon les plans de l’architecte Claude Marin entre 1965 et 1967.                               |                                                                      |                                     |
| Thusy                                                       | Église Saint-Jean-Baptiste         | Reconstruite dans un style néoclassique sarde en 1825.                                                    |                                                                      | Église Saint-Jean-Baptiste de Thusy |
| Thyez                                                       | Église Saint-Théodule              | Construite dans un style roman vers le XIIe siècle-XIIIe siècle, puis remaniée.                           | Classé au titre objet : cloche (1473)                                |                                     |
| La Tour                                                     | Église Saint-Pierre                | Édifiée au XIXe siècle                                                                                    |                                                                      |                                     |

### V à Y
| Sommaire : | - Haut - A - B - C - D à F - G à L - M - N à Q - R - S - T à U - V à Y |

| Commune                             | Église                                   | Notes | Protection                                          | Illustration                              |
| ----------------------------------- | ---------------------------------------- | --- | --------------------------------------------------- | ----------------------------------------- |
| Vacheresse                          | Église Saint-Étienne                     | Édifiée en 1722 dans un style néoclassique, agrandie au début du XIXe siècle, puis restaurée et repeinte en 1982-83,. | Inscrit MH (1995).                                  |                                           |
| Vailly                              | Église Saint-Georges                     | Édifiée entre 1844 et 1848 dans un style néoclassique, par l'architecte Melano.                                       |                                                     |                                           |
| Val de Chaise (Cons-Sainte-Colombe) | Église Sainte-Colombe                    | Édifiée dans un style néogothique entre 1859 et 1860.                                                                 | Classé au titre objet : Bénitier.                   |                                           |
| Val de Chaise (Marlens)             | Église Saint-Victor-et-Saint-Ours        | Édifiée dans un style néogothique entre 1867 et 1868.                                                                 |                                                     |                                           |
| Valleiry                            | Église Saint-Étienne                     | Édifice de style néoclassique du XIXe siècle.                                                                         |                                                     |                                           |
| Vallières                           | Église Saint-François-de-Sales           | Édifiée au XIXe siècle dans un style néo-gothique                                                                     |                                                     |                                           |
| Vallorcine                          | Église Notre-Dame-de-l'Assomption        | Édifiée dans un style baroque savoyard en 1756.                                                                       | Classé au titre objet : Cloches                     |                                           |
| Vaulx                               | Église Saint-Pierre                      | Édifiée au XIXe siècle dans un style néo-gothique                                                                     |                                                     |                                           |
| Veigy-Foncenex                      | Église Saint-Georges                     | Édifiée dans un style baroque savoyard en 1717.                                                                       | Classé au titre objet : Cloche, mobilier, tableau   |                                           |
| Verchaix                            | Église Saint-Guérin                      | Édifiée en 1783 selon les plans de l'architecte Charles Amoudruz.                                                     |                                                     |                                           |
| La Vernaz                           | Église de la Visitation de Marie         | Consacrée en 1727. |                                                     |                                           |
| Vers                                | Église de la Nativité-de-Marie           | Édifiée dans un style néogothique avec son clocher à bulbe selon le plan de l'architecte Louis Ruphy, en 1867.        |                                                     |                                           |
| Vétraz-Monthoux                     | Église Saints-Pierre-et-Paul             | Édifiée entre 1826 et 1828.                                                                                           |                                                     |                                           |
| Veyrier-du-Lac                      | Église Saint-Maurice                     | Édifiée dans un style néogothique, entre 1852 et 1855.                                                                | Classé au titre objet : Tableau et son cadre        |                                           |
| Villard                             | Église Saint-Jean-Baptiste               | Édifiée dans un style néoclassique sarde du XIXe siècle dont un clocher du XVIe siècle.                               |                                                     |                                           |
| Villards-sur-Thônes                 | Église Saint-Laurent                     | Édifiée entre 1700 et 1702 par des maçons de la haute-vallée.                                                         |                                                     |                                           |
| Villaz                              | Église de la Nativité-de-la-Vierge       | Édifiée au XVIe siècle, puis restaurée dans un style gothique tardif,.                                                | Classé au titre objet : Croix, Verrière et mobilier |                                           |
| Ville-la-Grand                      | Église Saint-Mammès                      | Édifiée dans un style néoroman en 1894,.                                                                              | Classé au titre objet : Deux plaques commémoratives |                                           |
| Ville-la-Grand                      | Église Notre-Dame du Foyer des Cornières | Édifiée 1959. |                                                     |                                           |
| Villy-le-Bouveret                   | Église Saint-Pierre                      | Édifiée dans un style néogothique par l'architecte Fontaine, en 1898                                                  | Classé au titre objet : Cloche                      | Église Saint-Pierre de Villy-le-Bouveret  |
| Villy-le-Pelloux                    | Église Saint-Théodule                    | Édifiée en 1694,. | Classé au titre objet : Cloches                     | Église Saint-Théodule de Villy-le-Pelloux |
| Vinzier                             | Église Saint-Pierre                      | Édifiée en 1892 dans un style néogothique.                                                                            |                                                     |                                           |
| Viuz-en-Sallaz                      | Église Saint-Blaise                      | Édifiée en 1832 selon les plans de Louis Ruphy dans un style néo-classique,.                                          |                                                     |                                           |
| Viuz-la-Chiésaz                     | Église Saint-Étienne                     | Édifiée dans un style néo-classique entre 1833-34                                                                     |                                                     |                                           |
| Vovray-en-Bornes                    | Église Saint-Christophe                  | Édifiée au XIXe siècle.                                                                                               |                                                     |                                           |
| Vulbens                             | Église Saint-Maurice                     | Possédant un chœur du XIIIe siècle et modifiée au XIXe siècle                                                         |                                                     |                                           |
| Yvoire                              | Église Saint-Pancrace                    | Possédant un chœur du XIIIe siècle et agrandie au XIXe siècle                                                         |                                                     |                                           |

## Statistiques
Les communes comptant plus d'une église sont les suivantes :
- 2 : Annemasse ; Arâches-la-Frasse ; Chamonix-Mont-Blanc ; Chevenoz ; Cluses ; Les Contamines-Montjoie ; Monnetier-Mornex ; Morzine ; Reignier-Ésery ; Saint-Jean-d'Aulps ; Saint-Julien-en-Genevois ; Val-de-Chaise ; Ville-la-Grand ;
- 3 : Bonneville ; Bons-en-Chablais ; Faverges-Seythenex ; Passy ; Saint-Gervais-les-Bains ; Talloires-Montmin ;
- 5 : Thonon-les-Bains ;
- 8 : Annecy.

### Sources Protection MH
1. ↑  « Œuvres mobilières à Abondance », sur la plateforme ouverte du patrimoine, base Palissy, ministère français de la Culture.
2. ↑  « Œuvre mobilière à Alby-sur-Chéran », sur la plateforme ouverte du patrimoine, base Palissy, ministère français de la Culture.
3. ↑  « Œuvres mobilières à Alex », sur la plateforme ouverte du patrimoine, base Palissy, ministère français de la Culture.
4. ↑  « Œuvre mobilière à Allinges », sur la plateforme ouverte du patrimoine, base Palissy, ministère français de la Culture.
5. ↑  « Œuvres mobilières à Allonzier-la-Caille », sur la plateforme ouverte du patrimoine, base Palissy, ministère français de la Culture.
6. 1 2  Notice no PM74000227, sur la plateforme ouverte du patrimoine, base Palissy, ministère français de la Culture.
7. ↑  « Œuvre mobilière à Andilly - Saint-Symphorien », notice no PM74000020, sur la plateforme ouverte du patrimoine, base Palissy, ministère français de la Culture.
8. ↑  Notice no PA00118342, sur la plateforme ouverte du patrimoine, base Mérimée, ministère français de la Culture
9. ↑  Notice no PM74000662, sur la plateforme ouverte du patrimoine, base Palissy, ministère français de la Culture
10. ↑  « Église Saint-François », notice no PA00118344, sur la plateforme ouverte du patrimoine, base Mérimée, ministère français de la Culture
11. ↑  « Église Saint-Maurice », notice no PA00118345, sur la plateforme ouverte du patrimoine, base Mérimée, ministère français de la Culture
12. ↑  Notice no PM74000045, sur la plateforme ouverte du patrimoine, base Palissy, ministère français de la Culture.
13. ↑  Notice no PM74000044, sur la plateforme ouverte du patrimoine, base Palissy, ministère français de la Culture.
14. ↑  Notice no PM74000663, sur la plateforme ouverte du patrimoine, base Palissy, ministère français de la Culture.
15. ↑  « Église Saint-Maurice », notice no EA74141226, sur la plateforme ouverte du patrimoine, base Mérimée, ministère français de la Culture.
16. ↑  Notice no PM74000308, sur la plateforme ouverte du patrimoine, base Palissy, ministère français de la Culture.
17. ↑  « Église Saint-Pierre », notice no PM74000124, sur la plateforme ouverte du patrimoine, base Mérimée, ministère français de la Culture.
18. ↑  « Œuvres mobilières à Argonay », sur la plateforme ouverte du patrimoine, base Palissy, ministère français de la Culture.
19. ↑  Notice no PM74000106, sur la plateforme ouverte du patrimoine, base Palissy, ministère français de la Culture.
20. ↑  « Œuvres mobilières de La Balme-de-Thuy », sur la plateforme ouverte du patrimoine, base Palissy, ministère français de la Culture.
21. ↑  « Œuvres mobilières de La Baume », sur la plateforme ouverte du patrimoine, base Palissy, ministère français de la Culture.
22. ↑  « Œuvres mobilières de Bellevaux », sur la plateforme ouverte du patrimoine, base Palissy, ministère français de la Culture.
23. ↑  « Œuvres mobilières de Boëge », sur la plateforme ouverte du patrimoine, base Palissy, ministère français de la Culture.
24. ↑  Notice no PM74000114, sur la plateforme ouverte du patrimoine, base Palissy, ministère français de la Culture.
25. ↑  Notice no IA00125102, sur la plateforme ouverte du patrimoine, base Mérimée, ministère français de la Culture.
26. ↑  Notice no PM74000560, sur la plateforme ouverte du patrimoine, base Palissy, ministère français de la Culture.
27. ↑  « Œuvres mobilières de Cernex », sur la plateforme ouverte du patrimoine, base Palissy, ministère français de la Culture.
28. ↑  « Église Saint-Michel », notice no PA00118368, sur la plateforme ouverte du patrimoine, base Mérimée, ministère français de la Culture.
29. ↑  Notice no IA00125099, sur la plateforme ouverte du patrimoine, base Mérimée, ministère français de la Culture.
30. ↑  « 1re église », notice no IA00127183, sur la plateforme ouverte du patrimoine, base Mérimée, ministère français de la Culture.
31. ↑  « 2e église », notice no IA00125097, sur la plateforme ouverte du patrimoine, base Mérimée, ministère français de la Culture.
32. ↑  Notice no PM74000146, sur la plateforme ouverte du patrimoine, base Palissy, ministère français de la Culture.
33. ↑  « 1re église », notice no IA00125101, sur la plateforme ouverte du patrimoine, base Mérimée, ministère français de la Culture.
34. ↑  « 2e église », notice no IA00125100, sur la plateforme ouverte du patrimoine, base Mérimée, ministère français de la Culture.
35. ↑  « Église paroissiale Saint-Étienne », notice no PA00118376, sur la plateforme ouverte du patrimoine, base Mérimée, ministère français de la Culture.
36. ↑  Notice no PM74000147, sur la plateforme ouverte du patrimoine, base Palissy, ministère français de la Culture
37. ↑  « Église », notice no PA00118379, sur la plateforme ouverte du patrimoine, base Mérimée, ministère français de la Culture.
38. ↑  « Église », notice no PA00118381, sur la plateforme ouverte du patrimoine, base Mérimée, ministère français de la Culture.
39. ↑  « Retable de l'autel du Sacré-Cœur », notice no PM74000160, sur la plateforme ouverte du patrimoine, base Mérimée, ministère français de la Culture.
40. ↑  « Église Notre-Dame-de-l'Assomption », notice no PA00118383, sur la plateforme ouverte du patrimoine, base Mérimée, ministère français de la Culture.
41. ↑  Notice no PM74000173, sur la plateforme ouverte du patrimoine, base Palissy, ministère français de la Culture.
42. ↑  Notice no PM74000182, sur la plateforme ouverte du patrimoine, base Palissy, ministère français de la Culture.
43. ↑  « Œuvres mobilières d'Entremont », sur la plateforme ouverte du patrimoine, base Palissy, ministère français de la Culture.
44. ↑  « Église d'Évian-les-Bains », notice no PA00118394, sur la plateforme ouverte du patrimoine, base Mérimée, ministère français de la Culture.
45. ↑  « Église paroissiale Saint-Jean-Baptiste », notice no PA74000004, sur la plateforme ouverte du patrimoine, base Mérimée, ministère français de la Culture
46. ↑  Notice no PA00118399, sur la plateforme ouverte du patrimoine, base Mérimée, ministère français de la Culture.
47. ↑  Notice no PM74000231, sur la plateforme ouverte du patrimoine, base Palissy, ministère français de la Culture.
48. ↑  « Œuvre mobilière de Habère-Lullin », sur la plateforme ouverte du patrimoine, base Palissy, ministère français de la Culture.
49. ↑  « Œuvre mobilière de Juvigny », sur la plateforme ouverte du patrimoine, base Palissy, ministère français de la Culture.
50. ↑  Notice no PM74000254, sur la plateforme ouverte du patrimoine, base Palissy, ministère français de la Culture.
51. ↑  « Église Saint-Maurice », notice no PA00118407, sur la plateforme ouverte du patrimoine, base Mérimée, ministère français de la Culture.
52. ↑  Notice no PA00118468, sur la plateforme ouverte du patrimoine, base Mérimée, ministère français de la Culture
53. ↑  « Œuvre mobilière de Saint-Cergues », sur la plateforme ouverte du patrimoine, base Palissy, ministère français de la Culture.
54. ↑  « Église de Mieussy », notice no PA00118409, sur la plateforme ouverte du patrimoine, base Mérimée, ministère français de la Culture.
55. ↑  Notice no PM74000267, sur la plateforme ouverte du patrimoine, base Palissy, ministère français de la Culture.
56. ↑  « Œuvre mobilière de Montriond », sur la plateforme ouverte du patrimoine, base Palissy, ministère français de la Culture.
57. ↑  « Œuvre mobilière de Morzine », sur la plateforme ouverte du patrimoine, base Palissy, ministère français de la Culture.
58. ↑  Notice no PM74000280, sur la plateforme ouverte du patrimoine, base Palissy, ministère français de la Culture.
59. ↑  Notice no PM74000620, sur la plateforme ouverte du patrimoine, base Palissy, ministère français de la Culture.
60. ↑  Notice no PA00118416, sur la plateforme ouverte du patrimoine, base Mérimée, ministère français de la Culture.
61. ↑  « Église Notre-Dame-de-l'Assomption de Peillonnex », notice no PA00118417, sur la plateforme ouverte du patrimoine, base Mérimée, ministère français de la Culture.
62. ↑  « Église de la Visitation de Notre-Dame », notice no PA00118420, sur la plateforme ouverte du patrimoine, base Mérimée, ministère français de la Culture.
63. ↑  « Église », notice no PA00118426, sur la plateforme ouverte du patrimoine, base Mérimée, ministère français de la Culture
64. ↑  « Œuvre mobilière de Saint-Cergues », sur la plateforme ouverte du patrimoine, base Palissy, ministère français de la Culture.
65. ↑  « Église de Saint-Ferréol située au centre-bourg », notice no PA74000023, sur la plateforme ouverte du patrimoine, base Mérimée, ministère français de la Culture
66. ↑  « Église de Saint-Georges », notice no PA00118434, sur la plateforme ouverte du patrimoine, base Mérimée, ministère français de la Culture
67. ↑  « Église Saint-Nicolas-de-Véroce », notice no PA00118435, sur la plateforme ouverte du patrimoine, base Mérimée, ministère français de la Culture
68. ↑  « Œuvres mobilières de Saint-Gingolph », sur la plateforme ouverte du patrimoine, base Palissy, ministère français de la Culture.
69. ↑  « Œuvres mobilières de Saint-Jorioz », sur la plateforme ouverte du patrimoine, base Palissy, ministère français de la Culture.
70. ↑  « Œuvres mobilières de Saint-Martin-Bellevue », sur la plateforme ouverte du patrimoine, base Palissy, ministère français de la Culture.
71. ↑  « Œuvres mobilières de Saint-Paul-en-Chablais », sur la plateforme ouverte du patrimoine, base Palissy, ministère français de la Culture.
72. ↑  « Œuvres mobilières de Saint-Pierre-en-Faucigny », sur la plateforme ouverte du patrimoine, base Palissy, ministère français de la Culture.
73. ↑  « Œuvres mobilières de Saint-Sylvestre », sur la plateforme ouverte du patrimoine, base Palissy, ministère français de la Culture.
74. ↑  « Église de Sallanches », notice no PA00118438, sur la plateforme ouverte du patrimoine, base Mérimée, ministère français de la Culture
75. ↑  « Église de Samoëns », notice no PA00118440, sur la plateforme ouverte du patrimoine, base Mérimée, ministère français de la Culture
76. ↑  Notice no PM74000614, sur la plateforme ouverte du patrimoine, base Palissy, ministère français de la Culture.
77. ↑  « Œuvres mobilières de Talloires », sur la plateforme ouverte du patrimoine, base Palissy, ministère français de la Culture.
78. ↑  Notice no PM74000270, sur la plateforme ouverte du patrimoine, base Palissy, ministère français de la Culture.
79. ↑  « Fonderie de cloches », notice no PM74000556, sur la plateforme ouverte du patrimoine, base Palissy, ministère français de la Culture.
80. ↑  « Église », notice no PA00118451, sur la plateforme ouverte du patrimoine, base Mérimée, ministère français de la Culture
81. ↑  « Église Saint-Hippolyte », notice no PA00118457, sur la plateforme ouverte du patrimoine, base Mérimée, ministère français de la Culture
82. ↑  « Œuvres mobilières à Thonon-les-Bains », sur la plateforme ouverte du patrimoine, base Palissy, ministère français de la Culture.
83. ↑  « Fonderie de cloches », notice no PM74000530, sur la plateforme ouverte du patrimoine, base Palissy, ministère français de la Culture.
84. ↑  Notice no IA00125098, sur la plateforme ouverte du patrimoine, base Mérimée, ministère français de la Culture.
85. ↑  Notice no PM74000608, sur la plateforme ouverte du patrimoine, base Palissy, ministère français de la Culture.
86. 1 2  « Œuvres mobilières de Vallorcine », sur la plateforme ouverte du patrimoine, base Palissy, ministère français de la Culture.
87. ↑  « Œuvres mobilières de Veigy-Foncenex », sur la plateforme ouverte du patrimoine, base Palissy, ministère français de la Culture.
88. ↑  Notice no PM74000657, sur la plateforme ouverte du patrimoine, base Palissy, ministère français de la Culture.
89. ↑  « Œuvres mobilières de Ville-la-Grand », sur la plateforme ouverte du patrimoine, base Palissy, ministère français de la Culture.
90. ↑  « Œuvre mobilière de Villy-le-Bouveret », notice no PM74000549, sur la plateforme ouverte du patrimoine, base Palissy, ministère français de la Culture.
91. ↑  « Œuvres mobilières de Villy-le-Pelloux », sur la plateforme ouverte du patrimoine, base Palissy, ministère français de la Culture.

### Sources paroissiales
Issus du site du diocèse d'Annecy - www.diocese-annecy.fr
1. ↑  [PDF] Paroisse de Cruseilles : Sainte-Croix en pays de Cruseilles, « Église Saint-Martin d'Allonzier-la-Caille », sur www.diocese-annecy.fr, août 2012 (consulté en juillet 2013).
2. 1 2  Paroisse de Cruseilles : Sainte-Marie en pays rochois, « Paroisse Sainte-Marie en pays rochois - Histoire et description de nos églises », sur www.diocese-annecy.fr, août 2012 (consulté en juillet 2013).
3. 1 2 3 4 5 6 7  Paroisse d'Ambilly - Saint-Matthieu en Genevois, « Les églises de la paroisse » (consulté en juillet 2013).
4. ↑  [PDF] Paroisse de Cruseilles : Sainte-Croix en pays de Cruseilles, « Église Saint-Symphorien d'Andilly », août 2012 (consulté en juillet 2013).
5. ↑  Paroisse d'Annecy Les Fins-Novel : Sainte-Thérèse en Annecy, « Église Saint-Joseph-des-Fins » (consulté en juillet 2013).
6. ↑  Paroisse d'Annecy Les Fins-Novel : Sainte-Thérèse en Annecy, « Église Saint-Louis-de-Novel » (consulté en juillet 2013).
7. 1 2 3 4  [PDF] Paroisse de Pringy : Paroisse Saint-Marc du Parmelan, « Communautés constituant la paroisse » (consulté en juillet 2014).
8. ↑  Paroisse de Saints Pierre et Paul en Genevois, « Bossey - Histoire et curiosités », sur genevois.paroisse.net (consulté en août 2013).
9. ↑  [PDF] Paroisse de Cruseilles : Sainte-Croix en pays de Cruseilles, « Église Notre-Dame-de-l'Assomption de Cercier », août 2012 (consulté en juillet 2013).
10. ↑  [PDF] Paroisse de Cruseilles : Sainte-Croix en pays de Cruseilles, « Église Saint-Martin de Cernex », août 2012 (consulté en juillet 2013).
11. ↑  [PDF] Paroisse du Parmelan : Saint-François-de-Sales, « Historiques des églises de Charvonnex » (consulté en avril 2014).
12. ↑  [PDF] Paroisse de Cruseilles : Sainte-Croix en pays de Cruseilles, « Église Saint-André de Copponex », août 2012 (consulté en juillet 2013).
13. ↑  Paroisse de Cruseilles : Sainte-Marie en pays rochois =, « Paroisse Sainte-Marie en pays rochois - Histoire et description de nos églises », août 2012 (consulté en août 2013).
14. ↑  [PDF] Paroisse de Cruseilles : Sainte-Croix en pays de Cruseilles, « Église Saint-Maurice de Cruseilles », août 2012 (consulté en juillet 2013).
15. ↑  [PDF] Paroisse de Cruseilles : Sainte-Croix en pays de Cruseilles, « Église Saint-Blaise de Saint-Blaise », août 2012 (consulté en juillet 2013).
16. ↑  [PDF] Claude Constantin de Magny - Paroisse de Reignier : Saint Jean XXIII d'Arve et Salève, « L’Église de Reignier », sur www.diocese-annecy.fr, juin 2012 (consulté en juillet 2014).
17. ↑  [PDF] Claude Constantin de Magny - Paroisse de Reignier : Saint Jean XXIII d'Arve et Salève, « L’Église d'Ésery », octobre 2012 (consulté en juillet 2014).
18. ↑  [PDF] Paroisse de Cruseilles : Sainte-Croix en pays de Cruseilles, « Église Saint-Blaise de Saint-Blaise », août 2012 (consulté en juillet 2013).
19. ↑  [PDF] Paroisse de Cruseilles : Sainte-Croix en pays de Cruseilles, « Église Sainte-Consorce du Sappey », 2012 (consulté en juillet 2013).
20. ↑  Paroisse de Menthon-Saint-Bernard - Saint-Germain du lac, « Saint-Germain sur Talloires », août 2012 (consulté en juillet 2013).
21. ↑  Paroisse de Pringy : Paroisse Saint-Marc du Parmelan, « Communautés constituant la paroisse » (consulté en juillet 2014).
22. ↑  [PDF] Paroisse de Cruseilles : Sainte-Croix en pays de Cruseilles, « Église Saint-Pierre de Villy-le-Bouveret », août 2012 (consulté en juillet 2013).
23. ↑  [PDF] Paroisse de Cruseilles : Sainte-Croix en pays de Cruseilles, « Église Saint-Théodule de Villy-le-Pelloux », août 2012 (consulté en juillet 2013).
24. ↑  [PDF] Paroisse de Cruseilles : Sainte-Croix en pays de Cruseilles, « Église Saint-Christophe de Vovray-en-Bornes », août 2012 (consulté en juillet 2013).

#### Ouvrages généraux
- Paul Guichonnet, Nouvelle encyclopédie de la Haute-Savoie : Hier et aujourd'hui, Montmélian, La Fontaine de Siloé, 2007, 399 p. (ISBN 978-2-84206-374-0, lire en ligne).
- Jean-Pierre Leguay et Thérèse Leguay, La Haute-Savoie, Éditions de Borée, 2001, 127 p. (ISBN 978-2-84494-056-8).
- André Palluel-Guillard (sous la dir.), La Savoie de Révolution française à nos jours, XIXe – XXe siècle, Ouest France Université, 1986, 626 p. (ISBN 2-85882-536-X).
- Henri Baud, Jean-Yves Mariotte, Histoire des communes savoyardes : Le Chablais, Roanne, Éditions Horvath, 1980, 422 p. (ISBN 978-2-7171-0099-0).
- Henri Baud, Jean-Yves Mariotte, Alain Guerrier, Histoire des communes savoyardes : Le Faucigny, Roanne, Éditions Horvath, 1980, 619 p. (ISBN 2-7171-0159-4).
- Henri Baud, Jean-Yves Mariotte, Jean-Bernard Challamel, Alain Guerrier, Histoire des communes savoyardes. Le Genevois et Lac d'Annecy (Tome III), Roanne, Éditions Horvath, 1981, 422 p. (ISBN 2-7171-0200-0).

#### Ouvrages spécialisés
- Raymond Oursel, Les chemins du sacré : L'art sacré en Savoie, vol. 1, Montmélian, La Fontaine de Siloé, coll. « Les Savoisiennes », 2008, 393 p. (ISBN 978-2-84206-350-4, lire en ligne).
- Raymond Oursel et Pascal Lemaître, Les chemins du sacré : Pèlerinage architectural, vol. 2, La Fontaine de Siloé, coll. « Les Savoisiennes », 2008, 267 p. (ISBN 978-2-84206-350-4, lire en ligne).
- Françoise Dantzer, Les Bauges : Terre d'art sacré, La Fontaine de Siloé, coll. « Les Savoisiennes », 2005, 251 p. (ISBN 978-2-84206-272-9, lire en ligne).
- CAUE de la Haute-Savoie (CAUE74) en collaboration avec le Groupe d'Action Local du Haut-Chablais, Seize églises néo-classiques sardes en Chablais, juillet 2004, 28 pages.
- Marie-Thérèse Hermann, Architecture et vie traditionnelle en Savoie, La Fontaine de Siloé, 2002 (2e édition), 303 p. (ISBN 978-2-84206-212-5, lire en ligne).
- Revue "L'Histoire en Savoie", abbé Marius Hudry, Jean-Marc Ferley, « Les églises néo-classiques sardes », Société savoisienne d'histoire et d'archéologie, numéro spécial de 1986.
- Henri Baud (dir.), Le diocèse de Genève-Annecy, Éditions Beauchesne, janvier 1985, 331 p. (ISBN 978-2-7010-1112-7, lire en ligne)
- Urbanisme et architecture en Savoie : Actes du XXVIIe Congrès des Sociétés Savantes de la Savoie, Thonon-les-Bains, 1978, Académie Chablaisienne, 1982, 259 p.
- Robert Avezou, Répertoire des églises de la Haute-Savoie (sur fiches, vers 1930).